# Landkreiswechsel
Als Landkreiswechsel wird in Deutschland die rechtliche Änderung der Zuordnung einer Stadt oder Gemeinde eines Landkreises zu einem anderen Landkreis bezeichnet. Hierfür hat das jeweilige Land eigens dafür ein Gesetz zu erlassen.

## Vorhaben im Land Baden-Württemberg

### Stadt Bad Herrenalb

Lage der Stadt Bad Herrenalb im Landkreis Calw (nordwestlich)

Bei einem infolge einer Bürgerinitiative zustande gekommenen Bürgerentscheid am 23. Oktober 2016 stimmte eine knappe Mehrheit der stimmberechtigten Wähler der Stadt Bad Herrenalb für einen Wechsel vom Landkreis Calw zum Landkreis Karlsruhe. 29,77 Prozent der Wahlberechtigten stimmten für den Wechsel, 29,08 Prozent dagegen. Den Ausschlag gaben 43 Stimmen. In einer Stellungnahme des Landkreises Karlsruhe zur Anfrage des Innenministeriums Baden-Württemberg zu den Auswirkungen für den Landkreis Karlsruhe im Falle eines Landkreiswechsels kam der Landkreis Karlsruhe zu dem Schluss, dass ein Landkreiswechsel „in jedem Fall finanzielle Auswirkungen“ für den Landkreis Karlsruhe zur Folge hätte. Ferner stellte der Landkreis Karlsruhe in der Stellungnahme fest, dass die Finanzkraft der dann 33 Kommunen (einschließlich Stadt Bad Herrenalb) des Landkreises Karlsruhe sich „verschlechtern“ würde. Für den Landkreis Karlsruhe bestehen laut Stellungnahme Zweifel, „ob aus Landkreissicht unter Berücksichtigung der dargelegten organisatorischen, personellen und finanziellen Folgen für den Landkreis Karlsruhe, seine rund 435.000 Einwohnerinnen und Einwohner sowie die kreisangehörigen Städte und Gemeinden Gründe des öffentlichen Wohls angenommen werden könnten“. In einer Großen Anfrage der baden-württembergischen Grünen und der CDU einschließlich Antwort der Landesregierung vom 17. Januar 2018 hatten mögliche Konsequenzen eines Wechsels des Landkreises der Stadt Bad Herrenalb zum Gegenstand. Der Landtag von Baden-Württemberg verweigerte am 20. Dezember 2018 die notwendige Zustimmung, da der Bürgerentscheid rechtlich nicht bindend sei.

### Stadt Reutlingen

Lage der Stadt Reutlingen im gleichnamigen Landkreis (nordwestlich)

2018 wurde bekannt, dass die Stadt Reutlingen beabsichtigte, aus dem Landkreis Reutlingen ausgegliedert und zu einem eigenständigen Stadtkreis umgewandelt zu werden. Dieses Vorhaben wurde durch die Landesregierung abgelehnt, mit der Begründung, dass die Landesregierung die Grundhaltung vertrete, „dass bestehende Landkreise nicht verkleinert werden, da dies letztlich eine effiziente Wahrnehmung der (staatlichen) Aufgaben nicht unerheblich erschweren würde“.

### Mehrere Gemeinden im Landkreis Göppingen

Mehrere östlich gelegene Gemeinden des Landkreises Göppingen (u. a. Geislingen an der Steige, Böhmenkirch, Deggingen, Bad Überkingen und Hohenstadt) erwägen die Prüfung eines Austritts aus dem Landkreis.

#### Stadt Geislingen an der Steige und Gemeinde Böhmenkirch
In der Stadt Geislingen an der Steige und in der Gemeinde Böhmenkirch im Landkreis Göppingen wurde im Rahmen einer Bürgerbefragung jeweils über die Prüfung eines Wechsels zum Alb-Donau-Kreis abgestimmt. Auslöser für das Begehren ist die Schließung der Helfensteinklinik als stationäre Klinik in Geislingen, was zu Unmut in Teilen der Bevölkerung führte. So wehrten sich Bürger und Kommunalpolitiker bereits im Vorfeld gegen die Entscheidung, aus wirtschaftlichen Gründen die Klinik zu verkleinern. Zudem war eine Verlegung der Klinik von Geislingen nach Göppingen geplant. Am 21. Mai 2021 entschied der Kreistag des Landkreises Göppingen, den stationären Bereich der Klinik 2024[veraltet] zu schließen und die Klinik in einen ambulanten Standort umzufunktionieren. Den Umbau zu einem ambulanten Standort hält der Landrat des Landkreises Göppingen, Edgar Wolff (Freie Wähler), für „unumkehrbar“.
Die stimmberechtigten Bürger der Stadt Geislingen stimmten in einem Bürgerentscheid mit 81,46 Prozent (rund 9100 Stimmen) für die Prüfung eines Landkreiswechsels. Die Wahlbeteiligung lag bei 56,5 Prozent. Im Vorfeld hat sich der Landkreistag Baden-Württemberg gegen dieses Vorhaben entschieden.
In der Gemeinde Böhmenkirch sprachen sich die stimmberechtigten Bürger mit 71,53 Prozent ebenfalls für die Prüfung eines Landkreiswechsels aus. Die Wahlbeteiligung in Böhmenkirch lag bei 74,21 Prozent. Laut Bürgermeister der Gemeinde Böhmenkirch, Matthias Nägele, stehe als gewünschter Landkreis der Ostalbkreis, der Landkreis Heidenheim oder der Alb-Donau-Kreis zur Diskussion. Im Januar 2024 gab der Bürgermeister Böhmenkirchs Matthias Nägele bekannt, dass ein Kreiswechsel nicht weiter verfolgt werden solle.
Der Abstimmungstext des Bürgerentscheides in der Stadt Geislingen an der Steige lautet folgendermaßen:

#### Gemeinden Deggingen, Bad Überkingen und Hohenstadt
Neben Geislingen und Böhmenkirch bestehen in weiteren sechs Kommunen des Landkreises Göppingen – unter anderem in den Gemeinden Deggingen, Bad Überkingen und Hohenstadt – Überlegungen hinsichtlich eines Wechsels des Landkreises.